# 福尼宾唐-卡雷奈
福尼賓唐-卡雷奈（英語：Foni Bintang-Karenai）是甘比亞西部區的9個縣之一。福尼賓唐-卡雷奈位於甘比亞西南部的甘比亞河以南。福尼賓唐-卡雷奈的地理位置介於福尼康薩拉與福尼布雷費特之間。